# Карадачки партизански одред
Карадачки партизански одред формиран је 12. октобра 1941. године. Заједно са Козјачким партизанским одредом био је први партизански одред с подручја Куманова. Разбијен је прилично брзо, 14. октобра, два дана након формирања.
После одлуке Покрајинског комитета КПЈ за Македонију о подизању оружаног устанка у Македонији, у ноћи 12. октобра 1941. године, борци одреда су се окупили на зборном месту, Менкова колиба, четири километра јужно од Куманова. Одред је био састављен од 15 бораца, од којих су 12 били Македонци, два Албанца и један Хрват. Готово сви су били чланови Комунистичке партије Југославије. Боро Менков је постављен за команданта одреда, а Перо Георгијев - Чичо је постављен за политичког комесара.
Са места окупљања, одред је кренуо на карадачко подручје са задатком да у том крају распламса устанак са претежно албанским становништвом. У јутарњим часовима 13. октобра одред је стигао у рејон села Белановце и склонио се у напуштену воденицу. Ту су борци проучавали пропагандни материјал и одржали партијско саветовање где су анализирали поход одреда и његове наредне задатке.
Сазнавши да је одред у млину, сеоски кмет одмах је обавестио бугарску полицију у Куманову. Следећег дана, 14. октобра, у зору, бугарска војска и полиција, под командом поручника Љубомира Цекова, напали су одред и после једночасовне борбе уништавају га. У бици је погинуло седам бораца одреда, док је преосталих осам заробљено. Боро Менков, Перо Георгијев, Магдалена Антова (прва жена-борац из Македоније погинула у НОБ), Киро Бурназовски, Аритон Димковски и Бајрам Шабани су погинули у борби, а Наце Ивановски је стрељан на лицу места. Остали су затворени.
15. октобра 1941 заточени борци Карадачког одреда изведени су пред бугарски војни суд у Куманову, који их је осудио на смрт вешањем, уз право жалбе Евице Георгиевске-Кипра, Благоја Думановског-Пецкалија, Бојана Милковског, Косте Јовчевског и Славка Георгиевског, док су Перо Менков и Алириза Јусуфи, као малолетници, осуђени на 15 година строгог затвора. Дана 30. јануара 1942. смртна казна је замењена доживотним затвором за осуђене на смрт.

## Борци одреда
- Боро Менков (бербер радник, члан КПЈ), командант
- Перо Георгијев - Чичо (шивачки радник, члан КПЈ), политички комесар
- Магдалена Антова (шивачица, чланица СКОЈ-а)
- Киро Бурназовски (метални радник, члан ЦПЈ)
- Евица Георгиевска - Кипра (дуванска радница, чланица КПЈ)
- Славко Георгиевски - Самарџија (самарџија, члан СКОЈ-а)
- Аритон Димковски - Тонко (столар, члан КПЈ)
- Благој Думановски - Пецкалија (трговац, члан КПЈ)
- Наце Ивановски - Буђони (металац, члан СКОЈ-а)
- Коста Јовчевски - Суџук (металац, симпатизер)
- Алириза Јусуфи (налбатски радник, члан КПЈ)
- Перо Менков (обућар, члан ЦПЈ)
- Бојан Милковски (дувански радник, симпатизер)
- Бојан Секирарски (шивачки радник, члан КПЈ)
- Бајрам Шабани (ковачки радник, члан СКОЈ-а)